# Takeshi Noma
Pour les articles homonymes, voir Noma.
Takeshi Noma (野間 赳, Noma Takeshi), né le 3 avril 1934 à Imabari (préfecture d'Ehime) et mort le 11 mars 2023, est un homme politique japonais. Membre du parti libéral démocrate, il a siégé à la chambre des conseillers de 1992 à 2004.
Noma meurt le 11 mars 2023, à l'âge de 88 ans.